# كيرين مور
كيرين مور (بالعبرية: קרן מור‏) هي ممثلة إسرائيلية، ولدت في 30 ديسمبر 1964 في إسرائيل.

## أعمال

### أفلام
- (2008) شيفا
- (2014)  محاكمة فيفيان امسالم[2][3]

## وصلات خارجية
- كيرين مور على موقع IMDb (الإنجليزية)
- كيرين مور على موقع ألو سيني (الفرنسية)
- كيرين مور على موقع ميوزك برينز (الإنجليزية)
- كيرين مور على موقع أول موفي (الإنجليزية)
- كيرين مور على موقع قاعدة بيانات الفيلم (الإنجليزية)
- كيرين مور على موقع كينوبويسك (الروسية)